# دیفالت
دیفالت (به انگلیسی: Default) یک گروه هارد راک / پست گرانج کانادایی از ونکوور، بریتیش کلمبیا است. این گروه در سال ۱۹۹۹ تشکیل شد و تاکنون چهار آلبوم از این گروه منتشر شده و فروش آلبوم‌ها بیش از یک میلیون نسخه بوده‌است. اعضای تشکیل دهنده گروه دالاس اسمیت (خواننده اصلی و نوازنده گیتار)، جرمی هورا (نوازنده گیتار لید)، دیو بندیکت (نوازنده گیتار بیس) و دنی کریگ (درامر) هستند. بیشتر طرفداران این گروه در کانادا هستند. این گروه توسط چد کروگر خواننده گروه محبوب نیکل بک کشف شد و چد کروگر برای تولید آلبوم اول و دوم این گروه به حمایت و کمک به گروه پرداخت.
اولین آلبوم گروه با نام The Fallout در اکتبر سال ۲۰۰۱ منتشر شد و دو آهنگ از این آلبوم با پخش از رادیوها به محبوبیت رسیدند اولین ترک "Wasting My Time" و دیگری "Deny" بودند. در سال ۲۰۰۲ گروه در مراسم جونو جایزه بهترین گروه جدید را دریافت کرد و در آوریل ۲۰۰۳ آلبوم اول گروه گواهینامه پلاتین دریافت کرد و بیش از یک میلیون نسخه از آلبوم به فروش رسید. آلبوم دوم گروه Elocation نام داشت و در نوامبر ۲۰۰۳ منتشر شد، این آلبوم همانند آلبوم اول مورد استقبال قرار گرفت و در آمریکا هم محبوب شد، از این آلبوم آهنگ Life Away به‌طور گسترده از رادیو و تلویزیون کانادا پخش شد. همچنین این آلبوم در سال ۲۰۰۵ و در مراسم جونو نامزد دریافت بهترین آلبوم راک سال شد. آلبوم سوم گروه One Thing Remains بود که در اکتبر سال ۲۰۰۵ منتشر شد. آهنگ "Count On Me" از این آلبوم در بین رادیوهای کانادا پخش شد و محبوبیت پیدا کرد، همچنین این آلبوم در آمریکا منتشر شد و بسیار موفق بود. آلبوم چهارم گروه Comes and Goes بود که در صفحه رسمی گروه اعلام شد که آلبوم آماده شده و در تابستان یا اوایل پاییز منتشر می‌شود ولی تاریخ انتشار آن به مارس ۲۰۰۸ تغییر کرد و به تعویق افتاد. کمپانی تی وی تی رکوردز در فوریه اعلام ورشکستگی می‌کند. سرانجام آلبوم توسط یک کمپانی دیگر با نام ای ام ای رکوردز در سپتامبر ۲۰۰۹ در کانادا منتشر می‌شود و در آمریکا در اکتبر ۲۰۱۰ منتشر می‌شود. در ۲۸ سپتامبر ۲۰۱۳ گروه در صفحه فیس بوک رسمی خود اعلام کرد فعلاً قصد فعالیت یا انتشار آلبوم یا آهنگی ندارند و برای مدتی استراحت می‌کنند و پروژه‌های مختلف موسیقی را شروع می‌کنند. گروه دیفالت به‌طور کلی در سبک‌های پست گرانج، هارد راک، آلترنیتیو راک و آلترنیتیو متال فعالیت داشته‌است.